# 白花叶
白花叶（学名：Porana henryi）为旋花科飞蛾藤属的植物。分布于泰国北部以及中国大陆的云南等地，生长于海拔380米至2,000米的地区，一般生于河谷灌丛或干旱山坡石缝中，目前尚未由人工引种栽培。

## 异名
- Poranopsis sinensis (Hand.-Mazz.) Staples